# A Star Is Born (película de 1976)
A Star Is Born  (en español titulada Nace una estrella y Ha nacido una estrella) es una película protagonizada por Barbra Streisand y Kris Kristofferson. Se trata de una versión del filme homónimo de 1937 dirigido por William A. Wellman y protagonizado por Janet Gaynor. De este film ya se había rodado anteriormente otra adaptación musical, en 1954 protagonizada por Judy Garland y dirigida por George Cukor, y posteriormente en 2018 se realizaría la cuarta versión de la cinta protagonizada por la cantante Lady Gaga y el actor Bradley Cooper.

## Argumento
Un famoso roquero venido a menos por culpa de su adicción al alcohol ve cómo su carrera se apaga mientras que la de su mujer alza el vuelo.

## Reparto
- Barbra Streisand como Esther Hoffman Howard
- Kris Kristofferson como John Norman Howard
- Gary Busey como Bobbie Ritchie
- Paul Mazursky como Brian Wexler
- Joanne Linville como Freddie Lowenstein
- Oliver Clark como Gary Danziger
- Venetta Fields como One
- Clydie King como Two
- Sally Kirkland como Fotógrafo
- Marta Heflin como Quentin
- Rita Coolidge como Él mismo
- Tony Orlando como Ella misma
- Uncle Rudy como Mo
- Susan Richardson como Groupie (sin acreditar)
- Robert Englund  como Marty (sin acreditar)
- Maidie Norman como Justice of the Peace (sin acreditar)
- Martin Erlichman como Manager (sin acreditar)
- M.G. Kelly como Bebe Jesu

## Otros créditos
- Productora: Warner Bros. Pictures
- Color: Metrocolor
- Diseño de producción: Polly Platt
- Dirección artística:  William Hiney
- Montaje: Peter Zinner.
- Sonido: Robert Knudson, Dan Wallin, Robert Glass y Tom Overton
- Efectos especiales: Chuck Gaspar
- Decorados: Ruby R. Levitt
- Diseño de vestuario: Seth Banks y Shirlee Strahm.
- Maquillaje: Allan Snyder y Marvin C. Thompson (maquillaje) y  Barbara Lampson y Kaye Pownall (peluquería).

## Premios
- Ganó el Oscar a la Mejor canción por la canción Evergreen (Barbra Streisand y Paul Williams).
  - Nominada al Oscar a la mejor banda sonora adaptada: Rupert Holmes, Paul Williams, Roger Kellaway. Kenny Loggins, Donna Weiss, y Barbra Streisand.
  - Nominada al Oscar al mejor sonido: Robert Knudson, Dan Wallin, Robert Glass y Tom Overton.
  - Nominada al Oscar a la mejor fotografía: Robert Surtees.
- Ganó 5 Globos de Oro en la categoría de comedia o musical:
  - Mejor película.
  - Mejor actor: Kris Kristofferson.
  - Mejor actriz: Barbra Streisand
  - Mejor Banda sonora original: Paul Williams y Kenny Ascher.
  - Mejor canción: Paul Williams y Barbra Streisand por Evergreen.
- 2 nominaciones a los BAFTA:
  - Nominación al premio Anthony Asquit a la mejor película musical
  - Nominación como mejor banda sonora.
- La banda sonora también estuvo nominada en los Grammy en la categoría de Mejor Álbum de banda sonora original escrita para Cine o Especial de Televisión.